# Frankie Gavin
Frankie Raymond Gavin (Solihull, 28 de septiembre de 1985) es un deportista británico que compitió por Inglaterra en boxeo. Ganó una medalla de oro en el Campeonato Mundial de Boxeo Aficionado de 2007, en el peso ligero.
En febrero de 2009 disputó su primera pelea como profesional. En su carrera profesional tuvo en total 30 combates, con un registro de 26 victorias y 4 derrotas.

## Palmarés internacional
| Representando a Inglaterra |                          |                |           |
| Campeonato Mundial         |                          |                |           |
| Año                        | Lugar                    | Medalla        | Categoría |
| 2007                       | Chicago (Estados Unidos) | Medalla de oro | 60 kg     |